# 54 a.C.

## Eventos
- Lúcio Domício Enobarbo e Ápio Cláudio Pulcro, cônsules romanos.
- Quinto ano das Guerras Gálicas do general Júlio César:
  - Júlio César invade a Britânia novamente e derrota os catuvelaunos, que se tornam tributários de Roma.
  - Começa a Revolta de Ambiórix na Gália.

## Mortes
- Júlia, filha de Júlio César e esposa de Pompeu (n. 83 a.C.).